# Prunus dictyoneura
Prunus dictyoneura — вид квіткових рослин із підродини мигдалевих (Amygdaloideae).

## Біоморфологічна характеристика
Це листопадний кущ, який зазвичай досягає 30–100 см у висоту, іноді досягаючи 200 см.

## Поширення, екологія
Ендемік сходу Китаю. Населяє зарості на сонячних місцях на схилах гір; на висотах від 400 до 2300 метрів.

## Використання
Рослина збирається з дикої природи для місцевого використання як ліки. Рослина культивується, хоча у звіті не зазначено, чи є вона декоративною, лікарською чи іншою. Плоди вживають сирими чи приготовленими. Рослина використовується в медицині. З листя можна отримати зелений барвник. З плодів можна отримати барвник від темно-сірого до зеленого.